# Calonotos opalizans
Calonotos opalizans är en fjärilsart som beskrevs av Rothschild 1911. Calonotos opalizans ingår i släktet Calonotos och familjen björnspinnare. Inga underarter finns listade i Catalogue of Life.